# Luc Leysen
Luc Leysen (* 19. Juli 1945 in Heist-op-den-Berg; † 23. Januar 2020) war ein belgischer Journalist.

## Leben
Luc Leysen war das älteste von neun Kindern. Sein Vater Bert Leysen war Fernsehprogrammdirektor bei NIR (jetzt VRT), der im Alter von 39 Jahren bei einem Autounfall starb. Er studierte Germanistik und Anglistik an der Katholieke Universiteit Leuven und wurde 1969 mit einer Arbeit über P. G. Wodehouse bei Herman Servotte promoviert.
Über einen Freund lernte er 1967 Dieter Strupp beim Brüsseler Büro der ARD kennen und wirkte bei Reportagen in Afrika mit; Hauptaufgabe war jedoch die Berichterstattung über die EG, NATO und die Niederlande. Von 1970 bis 1977 war er Brüsseler Korrespondent des ABC Radio New York. 1982 wurde er vom WDR als Reisekorrespondent nach Westafrika verpflichtet. Von 1987 bis 1992 war er Afrikakorrespondent der ARD und Leiter des Studios in Nairobi. Von 1992 bis 1995 war er Berater der Union des Radiodiffusions et Televisions Nationales d’Afrique (URTNA).
2004 ging er aus gesundheitlichen Gründen in den Ruhestand. Er war Vorstand des neu gegründeten Flemish Audiovisual Fund (VAF), übersetzte einige Bücher und schrieb Artikel.

## Ehrungen und Auszeichnungen
- 1987 und 1990: Deutscher Journalistenpreis Entwicklungspolitik
- 1997 und 1998: Pressepreis „Gemeindekredit von Belgien“

## Filmografie
- Heimweh nach den Tropen  (ARD 1982)
- Arme Welt, reiche Welt (Dokumentation in 13 Folgen; 1984–1987)
- Reisen in die Vergangenheit Auf Spurensuche in ehemaligen deutschen Kolonien (Dokumentation in 6 Teilen; 1996)